# بحث در مابعدالطبیعه
بحث در مابعدالطبیعه کتابی از ژان وال است.

## نقد
پل ریکور نقدی بر این کتاب نوشته‌است.

## ترجمهٔ فارسی
این کتاب با ترجمهٔ یحیی مهدوی در سال ۱۳۷۰ منتشر و در مراسم کتاب سال جمهوری اسلامی ایران به‌عنوان کتاب برگزیده معرفی شد.